# Philosepedon tesca
Philosepedon tesca is een muggensoort uit de familie van de glansmuggen (Psychodidae). De wetenschappelijke naam van de soort is voor het eerst geldig gepubliceerd in 1955 door Laurence W. Quate.